# Spirostachys
Genre
Spirostachys est un genre de plantes à fleurs de la famille des Euphorbiaceae. Ce sont des arbres.

## Liste d'espèces
Selon BioLib (11 août 2017) :
- Spirostachys africana Sond.
- Spirostachys venenifera (Pax) Pax

Selon Catalogue of Life (11 août 2017) :
- Spirostachys africana Sond.
- Spirostachys venenifera (Pax) Pax

Selon World Checklist of Selected Plant Families (WCSP) (11 août 2017) :
- Spirostachys africana Sond. (1850)
- Spirostachys venenifera (Pax) Pax (1912)

Selon NCBI (11 août 2017) :
- Spirostachys africana

Selon The Plant List (11 août 2017) :
- Spirostachys africana Sond.
- Spirostachys venenifera (Pax) Pax

Selon Tropicos (11 août 2017) (Attention liste brute contenant possiblement des synonymes) :
- Spirostachys africana Sond.
- Spirostachys glomeriflora (Pax) Pax
- Spirostachys madagascariensis Baill.
- Spirostachys occidentalis (S. Watson) S. Watson
- Spirostachys olivascens Speg.
- Spirostachys patagonica (Moq.) Griseb.
- Spirostachys ritteriana (Moq.) Ung.-Sternb.
- Spirostachys synandra (Pax) Pax
- Spirostachys vaginata Griseb.
- Spirostachys venenifera (Pax) Pax